# Teguh Karya
Teguh Karya (ur. jako Steve Liem Tjoan Hok 22 września 1937 w Pandeglang, zm. 11 grudnia 2001 w Dżakarcie) – indonezyjski reżyser filmowy i aktor; jedna z czołowych postaci kinematografii indonezyjskiej lat 70. i 80.
W latach 1958–1988 nakręcił osiemnaście produkcji filmowych, z czego jedenaście było nominowanych do nagród Citra, m.in. Cinta Pertama (FFI 1974), Ranjang Pengantin (FFI 1975), November 1828 (FFI 1979).
W 1968 r. założył grupę teatralną Teater Populer.